# Капітан-Петко
Капіта́н-Пе́тко (болг. Капитан Петко) — село в Шуменській області Болгарії. Входить до складу общини Венець.

## Населення
За даними перепису населення 2011 року у селі проживали 493 особи, з них 355 осіб (99,4%) — турки.
Розподіл населення за віком у 2011 році:
Динаміка населення: